# Zsolt Rostoványi

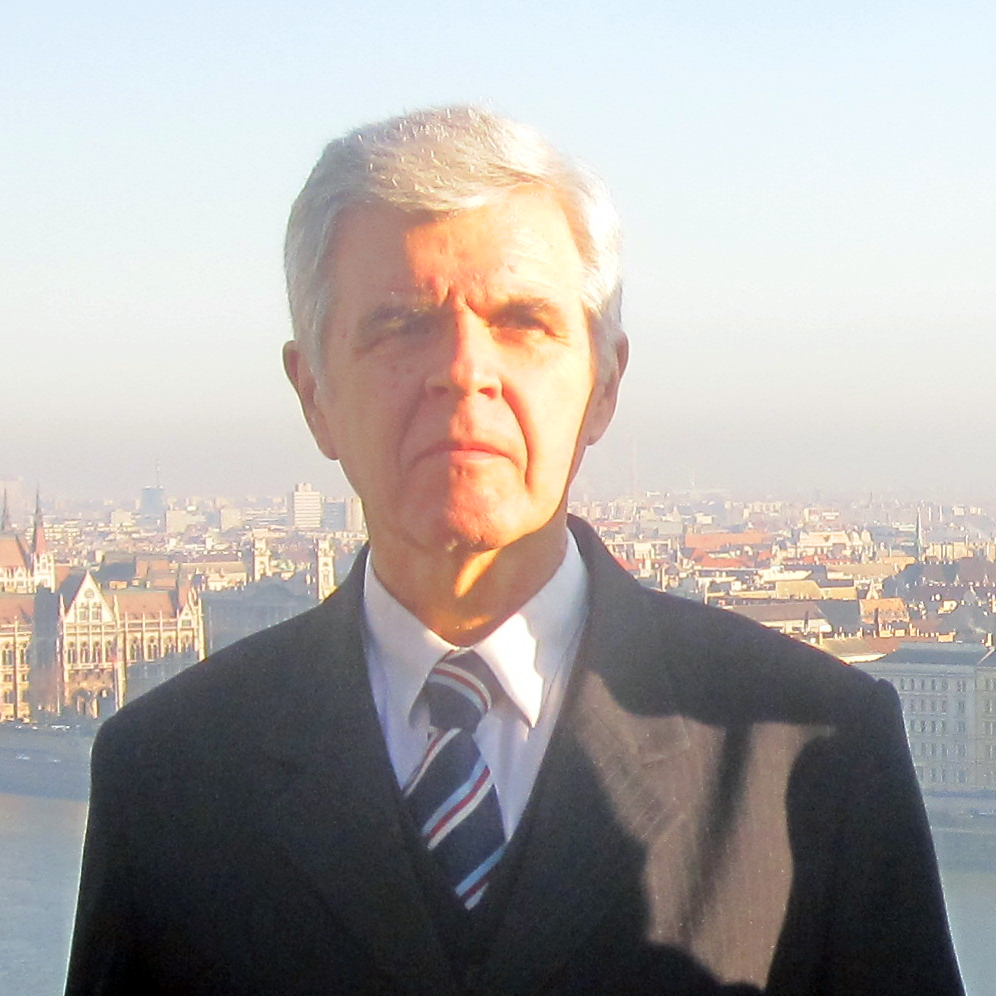
Zsolt Rostoványi

Zsolt Rostoványi (* 1952 in Pécel) ist ein ungarischer Ökonom, Orientalist und Islamexperte. Er war Rektor der Corvinus-Universität Budapest von 2012 bis 2016.

## Leben und Wirken
Zolt Rostoványi wurde als Sohn eines im Staatsdienst tätigen Juristen geboren. Während des Besuchs des Eötvös József Gymnasiums besuchte er bereits deutsche Sprachkurse und Veranstaltungen über internationale Beziehungen. Nach Erlangung der Hochschulreife studierte er an der damaligen Karl-Marx-Universität Budapest Ökonomie, insbesondere Außenhandel. Im Jahr 1975 legte er das Master-Diplom ab und wechselte innerhalb der Universität in das Departement Welthandel, wo er 1976 zum Dr. der Ökonomie promoviert wurde. Anschließend folgten Forschungsarbeiten zur Beziehung mit Deutschland und dem Mittleren Osten einschließlich eines mehrmonatigen Engagements an der Universität Kairo. Nach seiner Habilitation 1985 wurde er Dozent an der Universität.
Im Jahr 1990 wurde er von Außenminister Géza Jeszenszky mit der Leitung des ministeriellen Departements Internationale Beziehungen betraut. Gleichzeitig leitete er als Direktor das Budapest Institut für Internationale und Diplomatische Studien (BIGIS) bis 1992.
1992 wurde Rostoványi als Professor an die Corvinus-Universität berufen und zum Dekan für Ökonomie gewählt (1992–1998 und 2004–2011).

## Mitgliedschaften und Engagements
- Seit 2006 ist er Mitglied der Ungarischen Akademie der Wissenschaften
- 2009 wurde er zum Präsidenten der Graduiertenschule für internationale Beziehungen berufen
- Im Jahr 2011 wurde er für den Zeitraum bis 2016 als Rektor der Corvinus-Universität gewählt.

## Forschung und Publikationen
Im Zentrum seiner wissenschaftlichen Arbeit stehen die Fragen der Globalisierung des Welthandels sowie die Beziehungen zwischen arabisch-islamischer und westlicher Welt.
Er ist ein vielfach nachgefragter Redner bei internationalen Fachkongressen; zusammen mit seinen Mitarbeitern hat er in den vergangenen Jahren mehr als 250 Publikationen verfasst und ist an der Veröffentlichung von mehr als 50 Fachbüchern beteiligt.
Neben seiner Muttersprache Ungarisch, beherrscht er die Sprachen Deutsch, Englisch, Russisch und Arabisch.

## Auszeichnungen und Ehrungen
- Plakette der höheren ungarischen Erziehung (2002)
- Kreuz des ungarischen Verdienstordens (2006)
- Auszeichnung für die Intensivierung der azerbaidschanisch-ungarischen Beziehungen (2009)